# Michel Van Parys
Michel Van Parys OSB (* 10. Juli 1942 in Gent, Belgien) ist ein belgischer Ordensgeistlicher. Er war von 1991 bis 1997 Abt der Benediktinerabtei Chevetogne und 2013 bis 2016 Hegumen der Abtei Grottaferrata der Basilianer.

## Leben
Michel Van Parys absolvierte zunächst ein humanistisches Studium am Collège Sainte-Barbe in Gent. Am 29. Dezember 1960 trat er der Ordensgemeinschaft der Benediktiner in der Abtei Chevetogne bei. Er studierte Philosophie und Theologie sowie orientalische klassische Sprachen an der Universität Sorbonne in Paris, wo er auch 1968 mit einer Arbeit über Gregor von Nyssa promoviert wurde. Am 29. Mai 1969 empfing er die Priesterweihe und wurde Novizenmeister in der Abtei Chevetogne. 1971 wurde er zum Prior von Chevetogne gewählt. Von 1991 bis 1997 war er Abt von Chevetogne.
Seit 1993 hatte er mit der Kongregation für die orientalischen Kirchen zusammengearbeitet, um verschiedene Missionen und Aufträge auszuführen. Papst Johannes Paul II. holte ihn von 1997 bis 2002 als Berater in die Ostkirchenkongregation. Von 2008 bis 2013 war er Päpstlicher Gesandter für die armenische Mechitaristen-Kongregation von Venedig. Von 2013 bis 2016 war Michel Van Parys Hegumen (Abt) der Territorialabtei Grottaferrata der Basilianer.
Seit 2016 ist er Regens des Päpstlichen Griechischen Kollegs vom Hl. Athanasius in Rom, gegründet 1577 als Päpstliches Kolleg und Priesterseminar für Seminaristen aus Griechenland, dem Nahen Osten und den griechischen Sprachgebieten Süditaliens.
Michel Van Parys war von 2002 bis 2013 in Chevetogne Herausgeber der Zeitschrift Revue Irénikon von 2002 bis 2013. Er ist Mitglied des wissenschaftlichen Komitees des Convegno ecumenico internazionale di spiritualità ortodossa (Internationale Ökumenische Konferenze der orthodoxen Spiritualität), die jedes Jahr in der Kommunität von Bose abgehalten wird.

## Ehrungen und Auszeichnungen
- 2018: Offizierskreuz des Leopoldsordens (Belgien)[6]

## Schriften (Auswahl)
- Incontrare il fratello, Qiqajon 2002
- Uno con tutti: essere monaci oggi, Qiqajon 2008
- Il Cristo trasfigurato nella tradizione spirituale ortodossa, Qiqajon 2008
- Libro. La paternità spirituale nella tradizione ortodossa , Qiqajon 2009
- Comunione e solitudine, Qiqajon 2011
- Réfutation de la Profession de foi d’Eunome, précédée de la Profession de foi d’Eunome, Sources Chrétiennes 2016